# گونه وحشی
در زیست‌شناسی گونهٔ وحشی که آن را می‌توان گونهٔ خود رو یا گونهٔ طبیعی هم نامید، به فنوتیپی از ارگانیسم‌ها می‌گویند که در یک گونهٔ زیستی به طور وحشی و خود رو در طبیعت پدیدار می‌شوند.
در برابر گونهٔ خود رو، گونه‌های جهش‌یافته قرار دارند؛ گونه‌های جهش یافته ارگانیسمهایی نو با ویژگی‌های ژنتیکی تازه هستند که در پی جهش ژنی پدید می‌آیند.